# 고스트러너 2
고스트러너 2(Ghostrunner 2)는 원 모어 레벨(One More Level)이 개발하고 505 게임스가 배급한 액션 플랫폼 비디오 게임이다. 고스트러너 (2020)의 속편으로, 이 게임은 2023년 10월 26일에 플레이스테이션 5, 마이크로소프트 윈도우, 그리고 Xbox Series X/S로 출시되었다. 출시 후 평론가들로부터 긍정적인 평가를 받았다.

## 게임플레이
이 게임은 1인칭 시점으로 플레이된다. 플레이 가능한 캐릭터인 잭은 대시, 점프, 벽 타기, 슬라이딩으로 위험한 환경을 통과할 수 있을 정도로 민첩하다. 그는 또한 그래플링 훅을 사용하여 환경을 통과하며, 시간을 잠시 늦춰 잭이 공중에서 스트레이핑할 수 있도록 하는 "센서리 부스트"를 사용할 수 있다. 또한 이 게임에는 대시와 공격 회피 빈도를 결정하는 지구력 게이지가 도입되었다. 검이 플레이어의 주무기이지만, 잭은 전투 상황과 퍼즐 풀이 모두에 사용할 수 있는 여러 특수 능력을 가지고 있다. 예를 들어, 여러 전기 수리검을 던질 수 있는 "수리검" 능력은 적을 기절시키고 멀리 있는 스위치를 치는 데 사용할 수 있다. 잭과 그의 적 모두 체력이 매우 제한적이며, 둘 다 한 번의 공격으로 사망할 수 있다.
게임에서 잭은 다르마 타워를 넘어 폭력적인 사이버 닌자 AI 컬트 그룹을 물리쳐야 한다. 고스트러너 2는 차량 전투를 도입한다. 특정 레벨에서 잭은 오토바이를 타면서 적과 싸우고 장애물을 피할 수 있다. 게임의 레벨은 더 비선형적이며, 플레이어는 적과 대면하기 전에 자신의 경로를 계획할 수 있다. 게임을 진행하면서 플레이어는 잭의 능력을 더욱 향상시키는 업그레이드를 구매할 수 있다. 하지만 오토바이는 업그레이드할 수 없다.

## 줄거리
전작의 사건 이후, 다르마 타워는 혼란에 빠졌다. 아키텍트나 키마스터와 그들의 군대 없이, 다양한 세력들이 자원을 비축하고 서로 싸우면서 타워의 통제권을 놓고 다툰다. 아키텍트를 물리치고 사이버보이드를 파괴한 후 수수께끼처럼 재활성화된 고스트러너 잭은 그를 재건한 반란 세력인 클라이머와 협력하여 통치 위원회를 설립한다.
최근 해머스라는 한 세력이 새로운 지도자인 아리만의 등장 이후 훨씬 더 위험하고 조직화되었다. 잭은 그들이 타워 정상의 반응기를 차지하는 것을 막기 위해 파견되지만, 아리만보다 먼저 도착하는 데 실패한다. 아리만은 고스트러너인 것으로 밝혀지며, 라후와 마두라는 다른 두 고스트러너의 투영과 함께 아수라라고 불리는 집단을 형성하고 반응기를 사용하여 아수라의 비활성화된 지도자인 미트라를 부활시킨다. 아수라가 탈출하자, 잭은 아리만과 싸워 탈영 전 마라의 군대 일원이었던 인간 병사 아드리안 바쿠닌의 도움을 받아 그를 물리치고, 바쿠닌은 이후 클라이머들에게 체포된다.
인터페이스 위원회 본부에서, 바쿠닌은 아수라가 최초의 고스트러너로, 아담과 마라에 의해 집행자로 만들어졌다고 설명한다. 그러나 그들은 무법자가 되어 다시는 볼 수 없었다. 아수라를 추적하는 방법을 알 수 없어, 위원회 지도자인 코너 뮐러는 대신 잭을 아키텍트를 숭배하는 컬트를 조사하도록 보낸다. 아키텍트의 귀환을 두려워한 잭은 컬트의 대성당에 잠입하여, 바쿠닌의 동맹인 해커 키라를 영입하여 도움을 받는다. 잭은 대성당 깊숙한 곳에서 컬트가 아수라의 라후에 의해 통제되고 있음을 발견하는데, 그는 사이버보이드를 자유롭게 조종할 수 있으며, 잭이 아키텍트의 삭제에서 살아남은 이유일 수도 있다. 키라의 도움으로 잭은 라후를 무력화하고 사이버보이드에서 탈출하며, 라후의 육체인 목 잘린 고스트러너 머리를 회수한다.
본부로 돌아온 클라이머들은 라후를 연구하려 하지만, 그들이 그러기도 전에 미트라가 침입하여 뮐러를 암살하고 라후를 다시 훔쳐 도망간다. 잭은 추적하여 도시를 가로질러 미트라를 추적하고 결국 다르마 타워 밖으로 완전히 나간다. 잭은 종말론적인 외부 세계로 나와 불탄 폐허를 탐색하며 야생적인 생체 기계 휴머노이드들이 살고 있음을 발견한다. 잭이 미트라를 추적하면서, 그는 아수라의 마두와 통신하는데, 그는 "자손"이라고 부르는 이 생체 기계 생물들을 만들었다. 결국 잭은 아수라에게 가까워지지만, 결국 라후에 의해 사이버보이드에 다시 갇힌다.
사이버보이드에서 잭은 라후의 환상에서 벗어나 아키텍트에 대한 데이터 로그를 찾기 시작한다. 라후는 데이터가 아키텍트에 의해 배치되었음에 틀림없으며, 그것이 잭이 탈출할 수 있게 해준 것이라고 추측한다. 라후는 잭에게 데이터 로그를 해독할 것을 간청하며, 자신들에 대해 더 배우기 위해 휴전을 제안한다. 기록은 미트라가 원래 기게스라는 인간으로, 아담과 마라의 라이벌이었다는 것을 밝힌다. 기게스는 그 둘을 쓰러뜨리려 했지만, 체포되어 심문되고 고문당한 후 강제로 최초의 고스트러너가 되었다. 미트라와 다른 고스트러너 프로토타입들은 아담과 마라를 죽이려 했지만 좌절되었다. 미트라는 비활성화되어 영구 정지 상태에 갇혔고, 마두는 타워 밖으로 추방되었고, 라후는 해체되어 책상 장식품으로 보관되었고, 직접 참여하지 않은 아리만만이 계속해서 그 둘을 섬기도록 허용되었다. 라후와 잭 모두 미트라의 궁극적인 목표가 아수라가 들었던 것처럼 고스트러너들을 승격시키는 것이 아니라, 다르마와 그 안에 있는 모든 사람들을 파괴함으로써 아담과 마라에게 복수하는 것임을 깨닫는다.
라후는 잭과 협력하여 사이버보이드에서 그를 해방시킨다. 현실 세계로 돌아와 3주가 지났다. 그동안 미트라, 마두, 그리고 그들의 자손 군대가 다르마 타워를 침범하여 혼란을 일으켰다. 잭은 라후를 자신에게 다운로드하고 다르마 타워로 서둘러 돌아와, 마두가 바쿠닌을 죽이기 직전에 그를 물리친다. 라후와 클라이머들의 도움으로 잭은 타워를 올라가 반응기에서 미트라를 가로챈다. 미트라는 잭과 라후에게 분노하여 공격하며, 라후는 미트라가 사실 기게스가 아니라 기게스의 기억으로 프로그래밍된 고스트러너라고 이론화한다. 결국 잭은 미트라를 죽여 타워를 구한다.
그 후, 키라는 타워에 남아있는 자손들을 죽이기 위한 병원체 작업을 시작하고, 조이는 인터페이스 위원회 조직을 맡고, 잭은 라후의 요청에 따라 그가 혼자 사이버보이드에서 여생을 보낼 수 있도록 대성당에 다시 연결한다. 잭은 자신을 찾기 위한 임무를 수행하기 위해 다르마 타워를 떠나기로 결정한다. 후반 장면에서 키라는 외부에서 회수한 토양 샘플을 스캔하고 한 배치가 비옥하다는 것을 발견하여 지구에 생명체가 돌아왔음을 알린다.

## 개발 및 출시
폴란드에 기반을 둔 원 모어 레벨이 게임 개발사로 참여했다. 게임 디렉터 라도스와프 라투슈니크는 이 게임을 오리지널 고스트러너의 "진화"라고 묘사했다. 어려운 게임으로 설계되었지만, 개발팀은 신규 플레이어에게 더 접근하기 쉽도록 다양한 게임 플레이 향상을 도입했다. 예를 들어, 팀은 게임의 빠른 이동 시스템에 어려움을 겪는 플레이어를 위해 능동적 방어 메커니즘을 도입했다. 리드 게임 플레이 디자이너 루카시 와비크는 사무라이 잭을 이 게임의 영감 중 하나로 언급했다. 잭의 오토바이는 게임의 빠른 전투와 사이버펑크 미학에 부합한다고 느꼈기 때문에 게임에 추가되었다.
2021년 3월, 오리지널 게임의 공동 배급사였던 505 게임스는 All In Games로부터 500만 유로에 지식 재산권을 인수했다고 발표했다. 속편의 존재는 2021년 5월 505 게임스에 의해 처음 확인되었다. 이 게임은 2023년 5월에 공식적으로 공개되었다. 이 게임은 2023년 10월 26일에 플레이스테이션 5, 마이크로소프트 윈도우, 그리고 Xbox Series X/S로 출시되었다. 게임을 사전 주문하거나 더 비싼 디럭스 에디션을 구매한 플레이어에게는 여러 게임 내 무기 및 캐릭터 스킨이 제공되었다. 플레이스테이션 5용 게임 데모가 2023년 9월 15일에 출시되었다.

## 평가
고스트러너 2는 리뷰 애그리게이터 웹사이트 메타크리틱에 따르면 평론가들로부터 "전반적으로 호의적인" 평가를 받았다. 일본에서는 패미통의 네 명의 평론가들이 이 게임에 총 32/40점을 부여했다. 이 게임은 더 게임 어워드 2023에서 "최고의 액션 게임" 부문에 후보로 올랐다.
피시게임스엔의 로렌 버긴은 이 게임에 9/10점을 주며 "이 고스트러너 2 리뷰를 맡게 되어 정말 기쁘다. 이 게임은 올해 내가 가장 좋아하는 게임 중 하나일지도 모른다"고 말했다.